# Präsidentschaftswahl in den Vereinigten Staaten 1828
Die Präsidentschaftswahl in den Vereinigten Staaten 1828 war bestimmt durch das erneute Aufeinandertreffen des amtierenden Präsidenten John Quincy Adams und seines Hauptrivalen Andrew Jackson, der jetzt Kandidat unter dem Banner der neuen Demokratischen Partei war.
Anders als in der Wahl von 1824 gab es keine weiteren einflussreichen Kandidaten, sodass Jackson über eine solide Machtbasis verfügen konnte und die Wahl gegen Adams gewann.

## Hintergrund
Andrew Jackson hatte 1824 bei den Wahlen sowohl in der allgemeinen Auszählung als auch im Wahlmännergremium die relative Mehrheit gewonnen, wurde aber trotzdem von John Quincy Adams geschlagen, da die Wahl erst im Repräsentantenhaus entschieden werden konnte. Henry Clay, der damalige Sprecher des Hauses, trat dort als Königsmacher auf, indem er Adams klar unterstützte; als jener im Gegenzug dann Clay als Außenminister in sein Kabinett holte, beschuldigten Jackson und seine Anhänger Clay und Adams, einen Kuhhandel abgeschlossen zu haben, und kritisierten seitdem die Präsidentschaft von Adams heftig als illegal.

## Kandidaten
Demokratische Partei

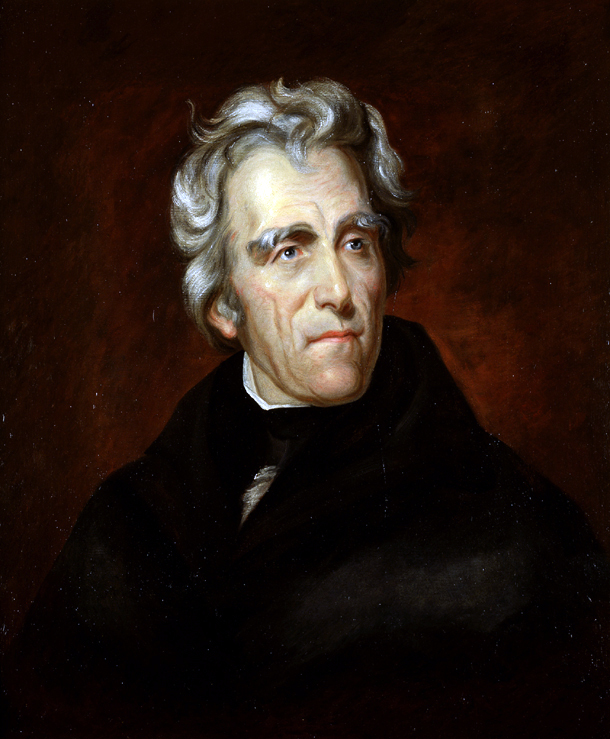
Andrew Jackson
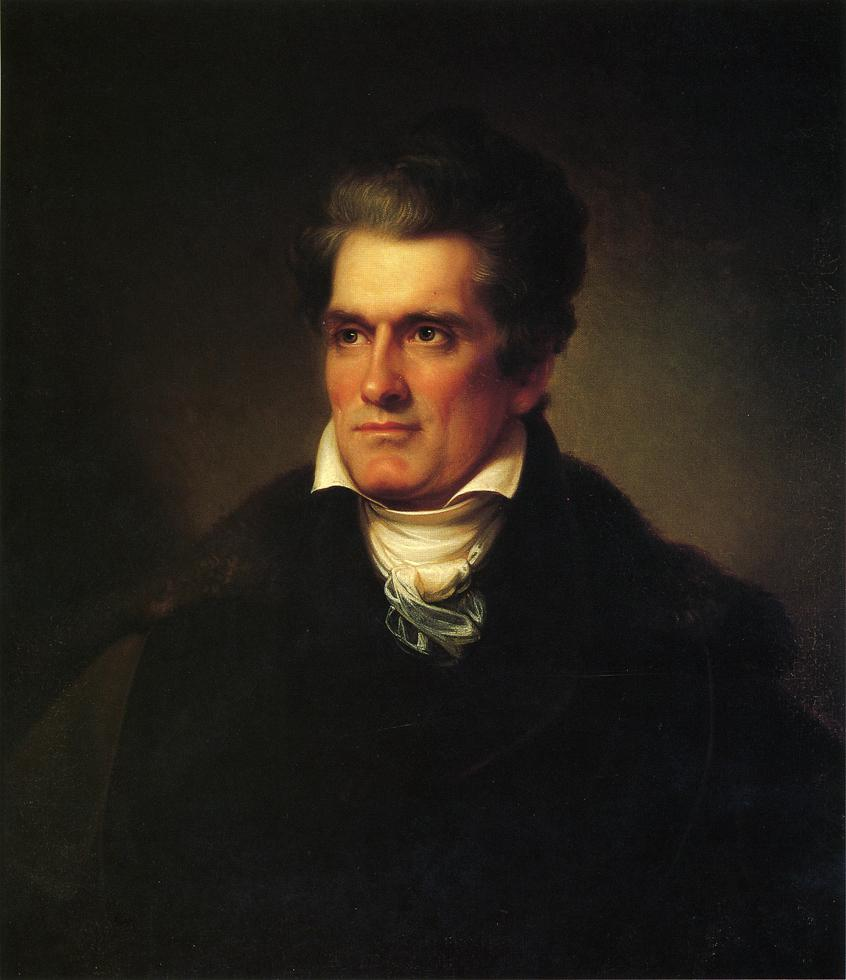
John C. Calhoun

- Präsidentschaftskandidat: Andrew Jackson, General im Krieg von 1812
- Vizepräsidentschaftskandidat: John C. Calhoun, früherer Vizepräsident der Vereinigten Staaten

National-Republikanische Partei

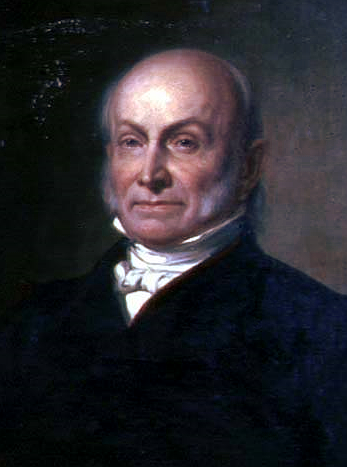
John Quincy Adams
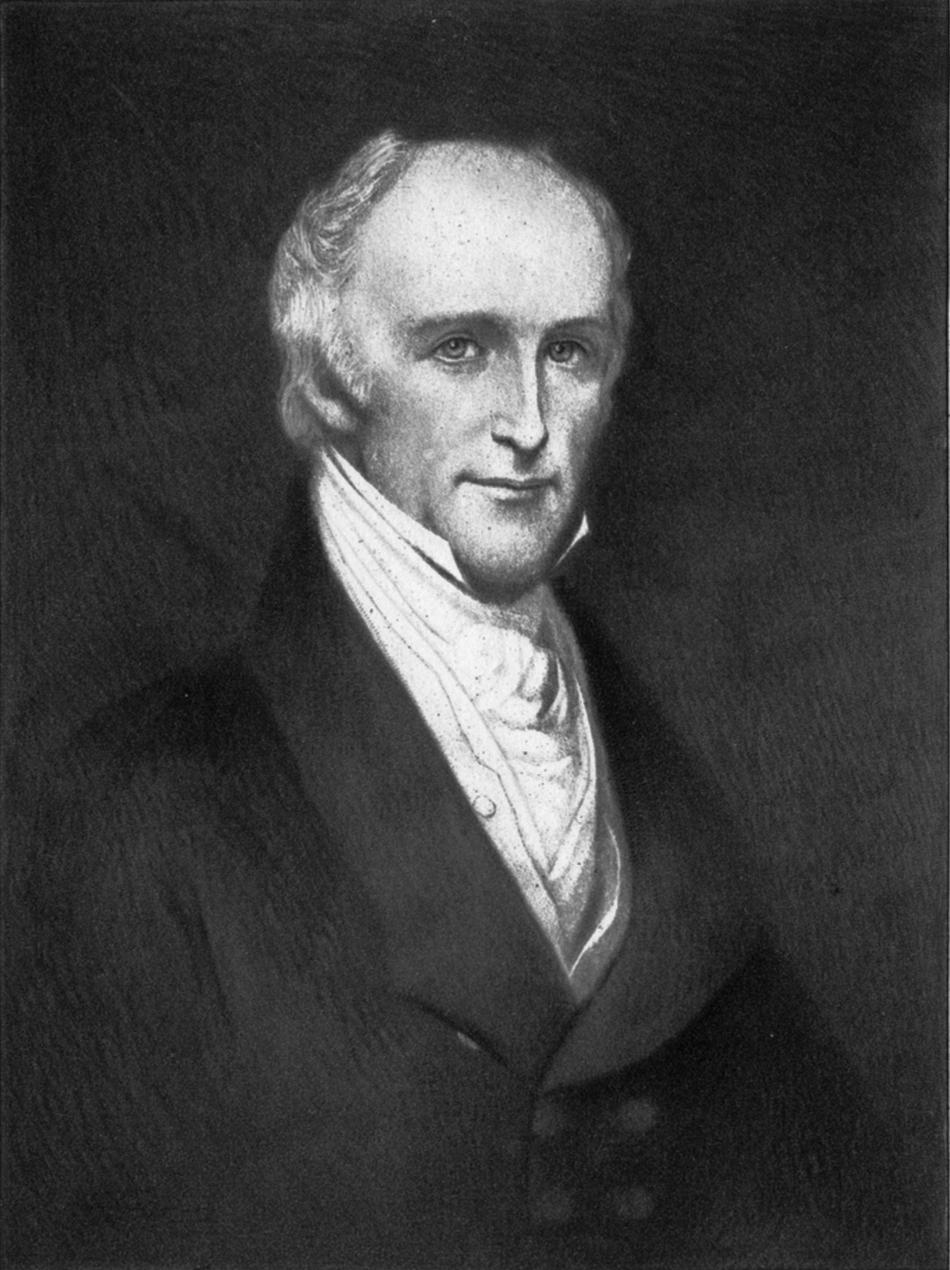
Richard Rush

- Präsidentschaftskandidat: John Quincy Adams, Amtierender Präsident der Vereinigten Staaten
- Vizepräsidentschaftskandidat: Richard Rush, amtierender Finanzminister der Vereinigten Staaten

## Ergebnis
Die Wahl der Mitglieder des Electoral College begann am 31. Oktober mit Wahlen in Ohio und Pennsylvania und endete am 13. November mit den Wahlen in North Carolina. Das Wahlmännergremium selbst trat am 3. Dezember zusammen.
Adams gewann genau die Staaten, die sein Vater in der Wahl von 1800 schon gewonnen hatte: die Neuenglandstaaten, New Jersey und Delaware. Jackson gewann alle anderen Staaten. Wie bei seinem Vater reichten die Wahlmännerstimmen nicht für einen Sieg von Adams, er verlor die Wahl deutlich.
| Kandidat          | Partei | Partei                    | Stimmen   | Stimmen  | Wahlmänner |
| Kandidat          | Partei | Partei                    | Anzahl    | Prozent  | Wahlmänner |
| ----------------- | ------ | ------------------------- | --------- | -------- | ---------- |
| Andrew Jackson    |        | Demokratische Partei      | 642.553   | 56,0 %   | 178        |
| John Quincy Adams |        | National Republican Party | 500.897   | 43,6 %   | 83         |
| Gesamt            | Gesamt | Gesamt                    | 1.143.450 | 99,6 % * | 261        |

* an 100 % fehlende Prozent: ungültige Stimmen / andere Kandidaten
Die erforderliche Stimmenanzahl im Wahlmännergremium betrug 131; Andrew Jackson wurde so zum 7. Präsidenten der Vereinigten Staaten gewählt.

## Filme
- Andrew Jackson vs. John Quincy Adams. USA 2016, 41-minütiger Dokumentarfilm (CNN) von David Bartlett für die Serie Race for the White House.